# Tchaourou

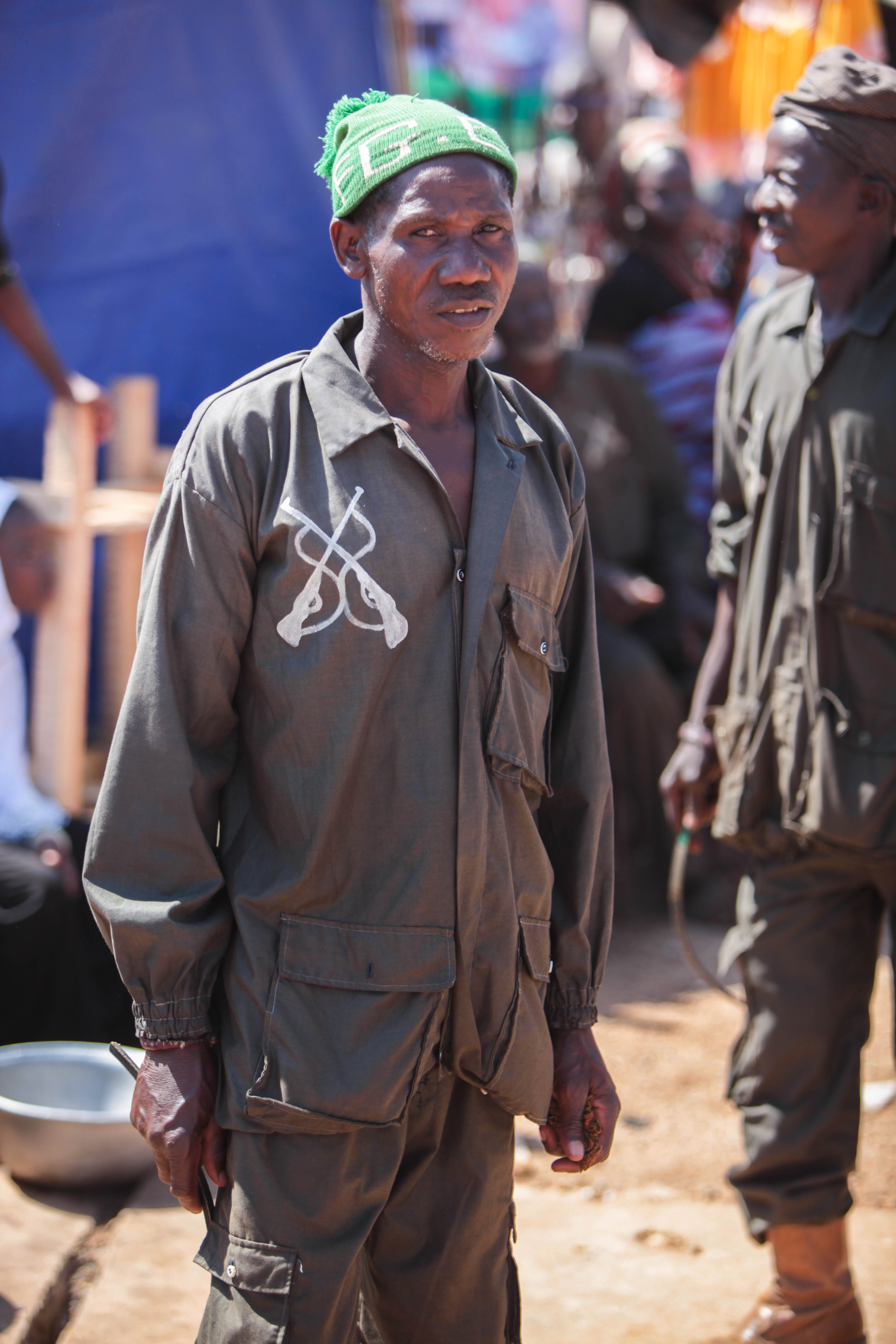
Cazador en Tchaourou.

Tchaourou es una comuna beninesa perteneciente al departamento de Borgou.
En 2013 tiene 223 138 habitantes, de los cuales 43 862 viven en el arrondissement de Tchaourou.
Se ubica en el cruce de las carreteras RNIE2 y RN5, unos 50 km al sur de Parakou. Su territorio es fronterizo con el estado nigeriano de Kwara.

## Subdivisiones
Comprende los siguientes arrondissements:
- Alafiarou
- Bétérou
- Goro
- Kika
- Sanson
- Tchaourou
- Tchatchou

## Clima
| Parámetros climáticos promedio de Tchaourou | Parámetros climáticos promedio de Tchaourou | Parámetros climáticos promedio de Tchaourou | Parámetros climáticos promedio de Tchaourou | Parámetros climáticos promedio de Tchaourou | Parámetros climáticos promedio de Tchaourou | Parámetros climáticos promedio de Tchaourou | Parámetros climáticos promedio de Tchaourou | Parámetros climáticos promedio de Tchaourou | Parámetros climáticos promedio de Tchaourou | Parámetros climáticos promedio de Tchaourou | Parámetros climáticos promedio de Tchaourou | Parámetros climáticos promedio de Tchaourou | Parámetros climáticos promedio de Tchaourou |
| Mes                                         | Ene.                                        | Feb.                                        | Mar.                                        | Abr.                                        | May.                                        | Jun.                                        | Jul.                                        | Ago.                                        | Sep.                                        | Oct.                                        | Nov.                                        | Dic.                                        | Anual                                       |
| ------------------------------------------- | ------------------------------------------- | ------------------------------------------- | ------------------------------------------- | ------------------------------------------- | ------------------------------------------- | ------------------------------------------- | ------------------------------------------- | ------------------------------------------- | ------------------------------------------- | ------------------------------------------- | ------------------------------------------- | ------------------------------------------- | ------------------------------------------- |
| Temp. máx. media (°C)                       | 34.4                                        | 35.6                                        | 35.6                                        | 34.4                                        | 32.8                                        | 31.1                                        | 28.3                                        | 27.2                                        | 29.4                                        | 30.6                                        | 32.8                                        | 33.9                                        | 32.2                                        |
| Temp. mín. media (°C)                       | 19.4                                        | 21.7                                        | 22.8                                        | 22.8                                        | 22.2                                        | 21.7                                        | 21.1                                        | 20.6                                        | 21.1                                        | 20.6                                        | 20.6                                        | 17.8                                        | 21                                          |
| Precipitación total (mm)                    | 7.6                                         | 15.2                                        | 58.4                                        | 104.1                                       | 142.2                                       | 160                                         | 165.1                                       | 162.6                                       | 213.4                                       | 160                                         | 15.2                                        | 7.6                                         | 1211.6                                      |
| Fuente: Weatherbase                         |                                             |                                             |                                             |                                             |                                             |                                             |                                             |                                             |                                             |                                             |                                             |                                             |                                             |